# Adonai
Adonai (em hebraico:  אֲדֹנָי, lit.  "meus senhores") é o título de superioridade utilizado para Deus na Bíblia Hebraica.

## Etimologia
Etimologicamente é o plural de adoní ("meu senhor"), pela combinação de seu plural adoním e do sufixo do pronome possessivo, primeira pessoa do singular, resultando na forma Adonai. Este plural foi sujeitado às várias explanações.  Pode ser olhado  como um abstractum do plural, e porque ele indicaria a grandeza e o ponto divino de Deus, como o Senhor dos Senhores. Esta explanação tem o endosso dos gramáticos hebreus, que distinguem um virium do plural, ou do virtutum.  Outros preferem designar este termo  como o excellentiæ do plural, os magnitudinis, ou os majestatis do plural.  Olhar para ele como um termo de polidez tal como o Sie alemão para o du.  O pronome possessivo não tem mais significado nesta palavra do que tem em Rabbi (meu mestre), em Monsieur, ou em Madonna.
A sílaba final de Adonai usa a vogal kamatz, ao invés de patach, que seria esperada do hebraico para "meus senhores". O Prof. Yoel Elitzur explica isso como uma transformação normal quando uma palavra hebraica se torna um nome, dando como outros exemplos Nathan, Yitzchak e Yigal.

## Uso no judaísmo
Adonai é um substituto perpétuo para o tetragrama YHWH,  Desta forma, sempre na ocorrência de YHWH no texto bíblico, ler-se-á Adonai. Contudo, isso tradicionalmente só se aplica no contexto da reza ou leitura pública do texto. Coloquialmente, porém, costuma-se substituir YHWH pelo termo hebraico HaShem, que significa "O Nome". Como Adonai se tornou o substituto mais comum do Tetragrama, ele também foi considerado inalterável devido à sua santidade. Assim, a maioria dos livros de oração evita soletrar a palavra Adonai e, em vez disso, escreve dois yodhs (יְיָ) em seu lugar.